# Christian Lorenzen
Christian Lorenzen (* 29. August 1982 in Kiel) ist ein deutscher Improvisationsmusiker (Wurlitzer Electric Piano, Synthesizer).

## Wirken
Lorenzen begann im Alter von acht Jahren mit dem Klavierspiel; er erhielt eine klassische Ausbildung, beschäftigte sich aber zunehmend mit Jazz und
improvisierter Musik. Von 2000 bis 2006 war er Pianist im Landesjugendjazzorchester Schleswig-Holstein. 2003 nahm er mit dem Quartett Inchworm am Bundeswettbewerb Jugend jazzt teil und gewann das „Goldene Saxofon“. Nach einem Lehramtsstudium in Köln studierte er in Göteborg und an der Hochschule für Musik und Tanz Köln Jazzpiano und absolvierte einen Master-Abschluss.
Mit Leonhard Huhn, Johannes Klingebiel und Kenn Hartwig bildete Lorenzen das Quartett C.A.R., das seit 2014 vier Alben veröffentlichte. Mit Janning Trumann, Oliver Lutz, Reza Askari bzw. David Helm, Fabian Arends und Thomas Sauerborn wirkte er in der Gruppe Makkro, die 2013 die CD Raeume und 2016 .why vorlegte. Im Zoom Trio arbeitete er mit David Helm und Dominik Mahnig, dokumentiert auf dem Album What’s for Dessert (Leo Records 2015), wo sein Spiel beeindruckte. Auch gehört er zu Sebastian Gramss’ States of Play und spielte ein Duoalbum mit Philip Zoubek ein. Als Mitglied des Ensembles Hard Boiled Wonderland (um Sebastian Gramss) gewann er 2022 für das Album Musical Resistance einen Deutschen Jazzpreis. Außerdem ist er als Studiomusiker und als Produzent von elektronischer Musik sowie Filmmusik tätig.